# Burg Neuenstein (Walting)
Die Burg Neuenstein war eine im Entstehen begriffene Felsenburg im Altmühltal auf dem Gebiet der heutigen Gemeinde Walting im oberbayerischen Landkreis Eichstätt, gelegen zwischen dem Waltinger Gemeindeteil Gungolding und dem Kipfenberger Gemeindeteil Arnsberg. Die Anlage wird als Bodendenkmal unter der Aktennummer D-1-7034-0216 im Bayernatlas als „mittelalterliche Burg“ geführt. 

## Geographische Lage

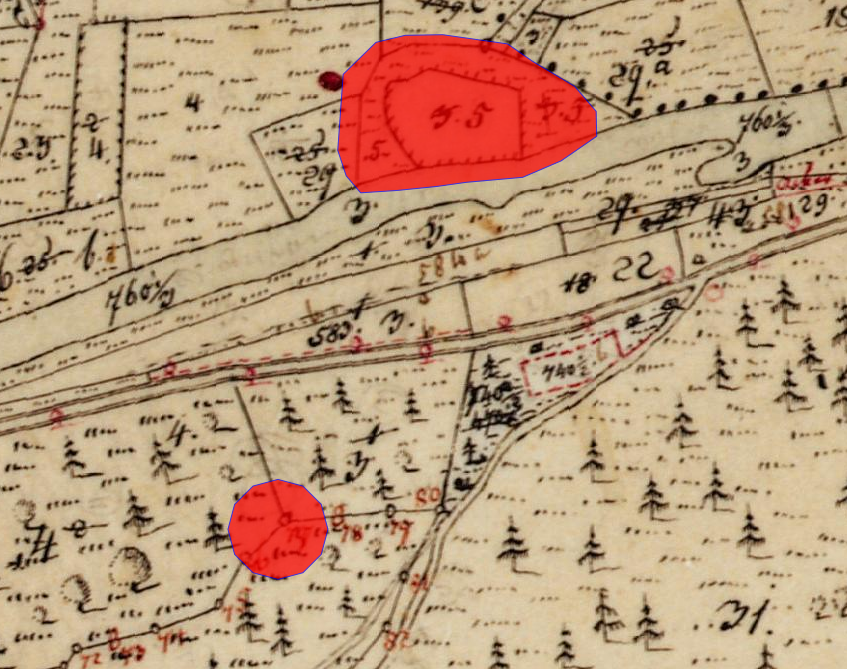
Lageplan von Burg Neuenstein (unten) und Burg Rauenwörth (oben) auf dem Urkataster von Bayern

Die Burg sollte auf einem Dolomitfelsen am südlichen Talrand der Altmühl entstehen. Die im oberen Teil stark zerklüftete Felszinne, 412 Meter über Normalnull gelegen, steht mit dem Hinterland nur mit einem schmalen Felsgrat in Verbindung. Sie ist wie der benachbarte Hexenfelsen vom Talgrund weithin sichtbar.

## Geschichte
1394 beurkundet der Bayernherzog Stephan der Kneißel, mit dem Bau einer Burg „Neuenstein“ („neu“, da unweit der älteren Burg Arnsberg entstehend) beginnen zu wollen. Seine Absicht war, mit dieser Burg in der damaligen unruhigen und kriegerischen Zeit den Verkehr im nahen Schambachtal und damit den Zugang zu seinem Land (Ingolstadt) zu kontrollieren. Allerdings hatte der Herzog nicht die Einwilligung des Bischofs von Eichstätt eingeholt, in dessen Hochstiftsgebiet die Burg entstehen sollte. Bischof Friedrich IV. von Oettingen erhob deshalb Einspruch, und der Herzog musste mit Vertrag vom 8. Mai 1394 die unfertige Burganlage – wahrscheinlich war nur der Halsgraben bereits angelegt – an das Hochstift Eichstätt abtreten. Die Burg wurde von Bischof Friedrich nicht weitergebaut; er war mit wichtigeren Befestigungsmaßnahmen beschäftigt. 
Im Volksmund wurde aus „Neuenstein“ „Nonnenstein“; auch findet sich in der Literatur die Bezeichnung „Nunnenstein“, wobei fälschlich auf den Personennamen „Nunno“ verwiesen wird.

## Beschreibung
Von der im Bau befindlichen Burganlage hat sich nur ein in Fels gehauener, etwa drei Meter tiefer Halsgraben erhalten. Inwieweit die Spaltungen und Höhlungen des Burgfelsens in die Burganlage miteinbezogen werden sollten oder miteinbezogen waren und ob Mauerwerk vorhanden war, muss offenbleiben. 220 m nordnordöstlich befindet sich auf der nördlichen Seite der Altmühl die Burg Rauenwörth.

## Sage
Aus dem vier Kilometer entfernten Hofstetten sollen Nonnen bis zu dem Burgfelsen ihre Spaziergänge unternommen haben.

## Sonstiges
- In der Staatswaldabteilung „Nonnenberg“ sind frühgeschichtliche Gräber nachgewiesen.[9]
- Nordöstlich des Burgfelsens gab es im Talgrund am linken Altmühlufer eine in der Frühzeit des 14. Jahrhunderts aufgegebene Wasserburg, die Burg Rauenwerd(e)/Rauenwörth.[10]